# Contrarrelógio por equipes

Animação de uma equipe disputando o contrarrelógio por equipes.

Um contrarrelógio por equipes (português brasileiro) ou equipas (português europeu) (C.R.E) é um tipo de corrida de ciclismo de estrada em que a equipe anda em linha, revezando-se os ciclistas na frente, um pegando vácuo de outro. A vencedora é a equipe que fizer o percurso mais rápido em menos tempo.
Equipes começam em intervalos iguais, geralmente dois, três ou quatro minutos de diferença. A ordem de saída normalmente baseia-se geralmente nos tempos individuais das etapas anteriores, sendo os melhores classificados a iniciar a saída. Isto dá a vantagem de saber o tempo gasto por outras equipes. Uma equipe inteira nunca pode ficar fora do tempo, geralmente há um máximo que as equipes podem perder.
O resultado é contado no momento da chegada até o último ciclista da equipe. A equipe é composta de 4 a 6 participantes, principalmente, realizado nas Grandes Voltas. Ciclistas que não terminarem junto com o resto da equipe sobre a linha de chegada, basicamente, não recebem o mesmo tempo, mas o seu tempo individual.
A estreia dessa modalidade é datada em 1981 no calendário do Giro d'Italia. Nos anos 1991–2005 C.R.E. não foi realizado. O primeiro contrarrelógio de 15 quilômetros entre as povoações de Lignano Sabbiadoro e Bibione foi vencida pela equipe local, Hoonved-Bottecchia, da Itália.
Em provas por etapas, como o Tour de France é, por vezes, incluída um contrarrelógio por equipes.

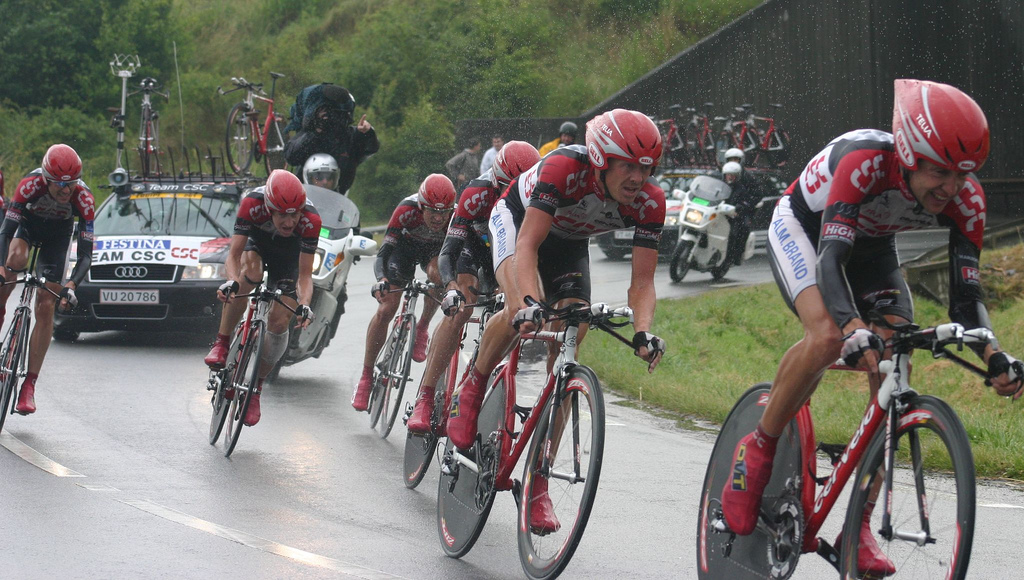
A equipe CSC competindo na 4ª etapa do Tour de France 2004